# Detective Knight - La notte del giudizio
Detective Knight - La notte del giudizio (Detective Knight: Rogue) è un film del 2022 diretto da Edward Drake. Si tratta del primo film della trilogia Detective Knight, l'ultima serie cinematografica interpretata da Bruce Willis prima del ritiro dalle scene.

## Trama
A Los Angeles, quattro uomini mascherati hanno rapinato un camion pieno di contanti. Dopo l'arrivo della polizia, i criminali rubano un'auto da un parcheggio vicino. Tuttavia, la polizia mette all'angolo il gruppo, costringendo uno dei rapinatori a sparare alla cieca contro di loro. Il detective Knight e il suo partner Fitz si scontrano con i criminali, ferendo gravemente Fitz. Nel caos, i ladri fuggono dalla scena. Mentre Fitz viene portato in ospedale, i rapinatori scappano a New York su un aereo privato. Si scopre che i ladri sono Casey, il capo dell'equipaggio; Mercer, la testa calda del gruppo; Mike, il migliore amico di Casey; e Sykes, la ragazza con più intelligenza del gruppo. L'agente Sango spiega a Knight che questo tipo di rapina si sta verificando in tutto il paese e che è stato visto un aereo in ogni città in cui è avvenuto il furto. Dice anche che l'aereo appartiene a Winna, la proprietaria di un negozio di New York. società di comodo con sede. Da queste informazioni, Knight afferma di conoscere Winna e che originariamente è un allibratore.
A New York City, la moglie di Casey gli dice che non è più la stessa persona di una volta, esprimendo anche preoccupazione per il suo abuso di droga. Casey le promette che metterà tutto a posto, subito dopo aver incontrato Winna e aver ottenuto il suo prossimo compito: rubare una tessera sportiva unica nel suo genere da un'asta di massima sicurezza a New York. Più tardi, Casey racconta a Sykes e Mike del lavoro e afferma che non avranno Mercer nella squadra perché non può fidarsi di lui con il suo carattere. Inizialmente titubanti, Mike e Sykes sono d'accordo. Nel frattempo, Sango e Knight chiedono a Winna delle rapine e del suo possibile coinvolgimento in esse. Winna si rifiuta di parlare e i due detective se ne vanno a mani vuote. Fuori, interrogano la guardia del corpo di Winna, Brigga, che gli dà il nome di Casey e gli dice di stare lontano da Winna. Knight e Sango rintracciano Casey e Mercer. Knight riconosce Casey come un ex giocatore di football americano, ma poiché non hanno prove, non ne ottengono nulla. Nel frattempo, Sango incontra il capo della polizia di New York e offre una collaborazione reciproca. Sebbene siano tutti dalla stessa parte, i loro interessi giurisdizionali e i loro ego si scontrano, e il capo della polizia di New York chiarisce che non ha bisogno di aiuto.
Nel frattempo, Casey e la sua squadra scoprono il passato del detective Knight. Scoprono che era un ufficiale della polizia di New York che ha sparato a Jerry Leach, mentre era fuori servizio. Jerry Leach era un ex detenuto e rapinatore di banche che uccise il padre di Knight quando Knight era un bambino. Quindi ha ucciso Jerry Leach per vendetta. Winna era il suo informatore in quel momento e lo informò del nascondiglio di Leach. Sebbene affascinati da questo, Casey e la squadra non danno molto peso a Knight e pianificano la loro prossima mossa. Provano la rapina e decidono di mandare Sykes a rubare la carta, poiché le sue capacità sono perfette per il lavoro. Il giorno dell'asta, Winna raggiunge la sede dell'asta con la sua ragazza, Casey, Mike e Sykes. Quando Sykes entra nell'edificio, viene individuata da un poliziotto sotto copertura che la rintraccia. Nonostante riesca a scappare, i poliziotti vengono a conoscenza della rapina. Afferra la carta e la dà a Winna. La polizia cattura Sykes, ma non trova nulla su di lei.
Sulla scena del crimine, Sango dice a Knight che la carta è scomparsa. Successivamente, Winna va da Knight e gli ricorda il suo favore, nel tentativo di costringere Knight a permettergli di lasciare la scena del crimine. Quando Knight non si muove, minaccia di uccidere Fitz a Los Angeles. Senza altra scelta, Knight deve dargli l'autorizzazione. Furioso per questo atto, Sango dice a Knight che non merita il distintivo della polizia. Casey e Mike raggiungono il loro nascondiglio, dove Mike chiede a Casey di salvare Sykes. Casey gli dice che Winna la riporterà indietro dato che ha le forze di polizia in tasca. Successivamente, Casey riceve una chiamata da Winna, che gli dice che aveva la carta, ma durante le indagini uno dei poliziotti l'ha recuperata. Quindi ora Casey e Mike devono riprenderlo, mentre Winna si prenderà cura di Sykes. Mentre Casey parla al telefono, gli assassini vengono per uccidere Casey e Mike. Mentre Casey reagisce, Mike viene colpito più volte e muore. Casey si rende conto che questi assassini sono gli uomini di Winna. Senza più opzioni, fugge dal nascondiglio.
Il dipartimento di polizia è furioso con Knight, e il capo della polizia della polizia di New York dice a Sango che se dovesse succedere qualsiasi altro incidente da parte di Knight, lo metteranno dietro le sbarre. Sango realizza il dilemma di Knight e dice a Knight che tutti i criminali sono ex atleti. Gli dice anche che hanno rintracciato gli altri due complici di Sykes ma hanno scoperto che Mike è morto. Si rendono conto che Winna sta tagliando le cose in sospeso. Per catturare Winna, Sango si offre di aiutare Knight, ma lui diventa titubante. In risposta, Sango gli dice che è suo compito catturare i criminali, e Fitz farebbe lo stesso se fosse nella sua posizione.
Mentre è in fuga, Casey incontra Mercer che gli racconta la sua situazione. Casey si rende conto che l'unico modo per vivere è uccidere Winna prima che lui uccida lui. Per raggiungere Winna, fa un piano con Mercer per rubare la carta dalla stazione di polizia. Il giorno di Halloween, Mercer va a rapinare una banca per distogliere l'attenzione dei poliziotti mentre Casey, nello stesso momento, entra e strappa la tessera dalla stazione di polizia. Il piano fallisce, poiché Mercer viene colpito da Sango e Casey viene catturato da Knight. Knight dà la carta a Casey, che è nascosta nel suo distintivo della polizia. Casey e Knight vanno ad affrontare Winna, che ordina di uccidere Fitz dopo averli avvistati attraverso la telecamera di sicurezza. A Los Angeles, Fitz combatte e uccide un assassino, mentre Knight uccide Winna e Brigga. Sango arriva con la polizia, che arresta Knight, mentre Casey fugge dalla scena. Casey torna a casa dalla sua famiglia, ma i poliziotti lo trovano e lo arrestano. Sua moglie e sua figlia ne sono scioccate, ma alla fine si allontanano da Casey poiché anche loro si arrendono.

## Distribuzione

### Edizione italiana
La direzione del doppiaggio è di Yuri Bedini e i dialoghi italiani sono curati da Linda Barani per conto della CD Cine Dubbing che si è occupata anche della sonorizzazione.

## Accoglienza

### Critica
Sull'aggregatore di recensioni Rotten Tomatoes il film riceve il 67% delle recensioni positive.

## Sequel
Il film ha avuto due sequel, Detective Knight - Giorni di fuoco sempre del 2022 e Detective Knight - Fine dei giochi del 2023.